# 碧雲道

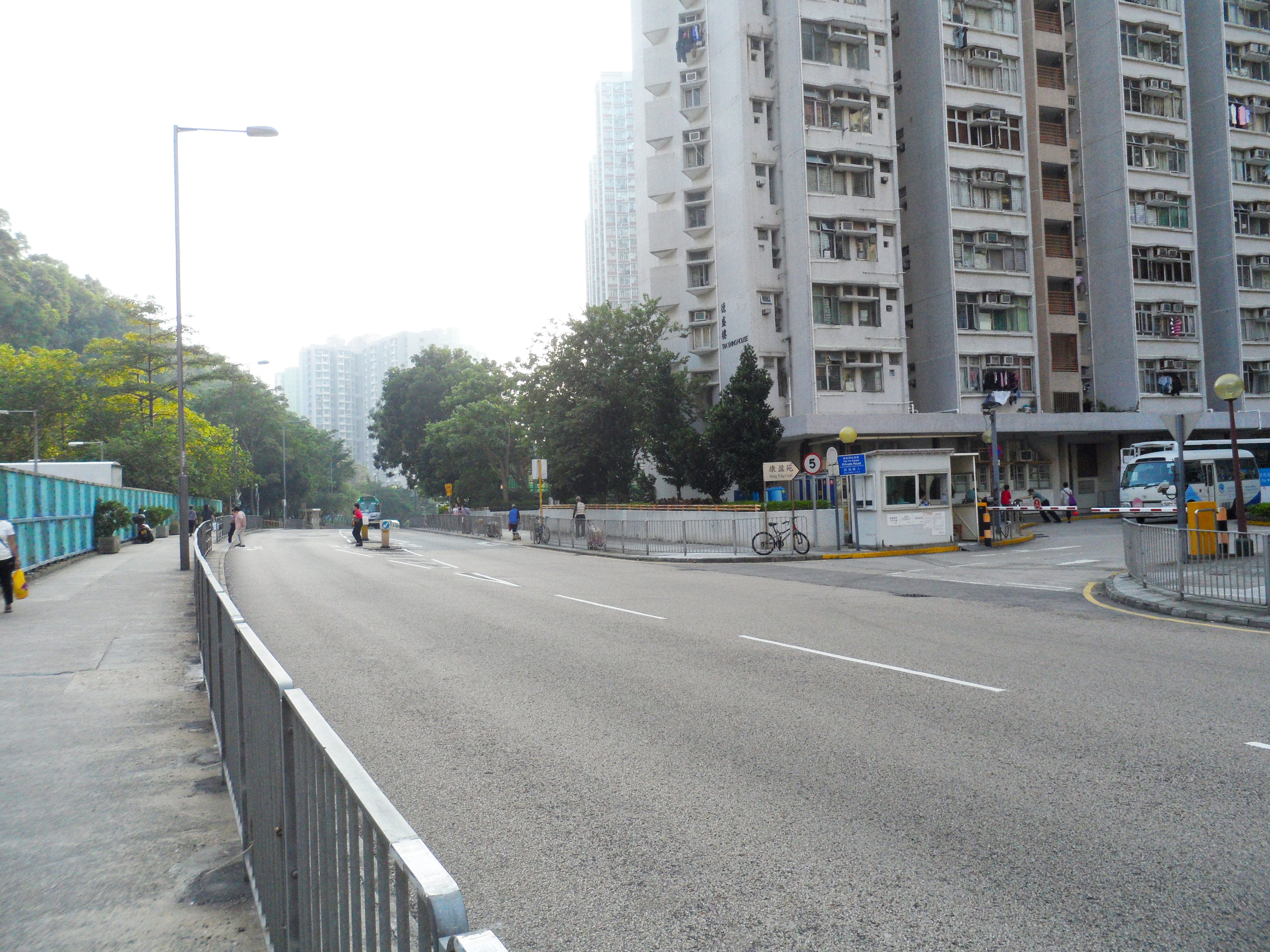
碧雲道鄰近德田邨與康盈苑路段

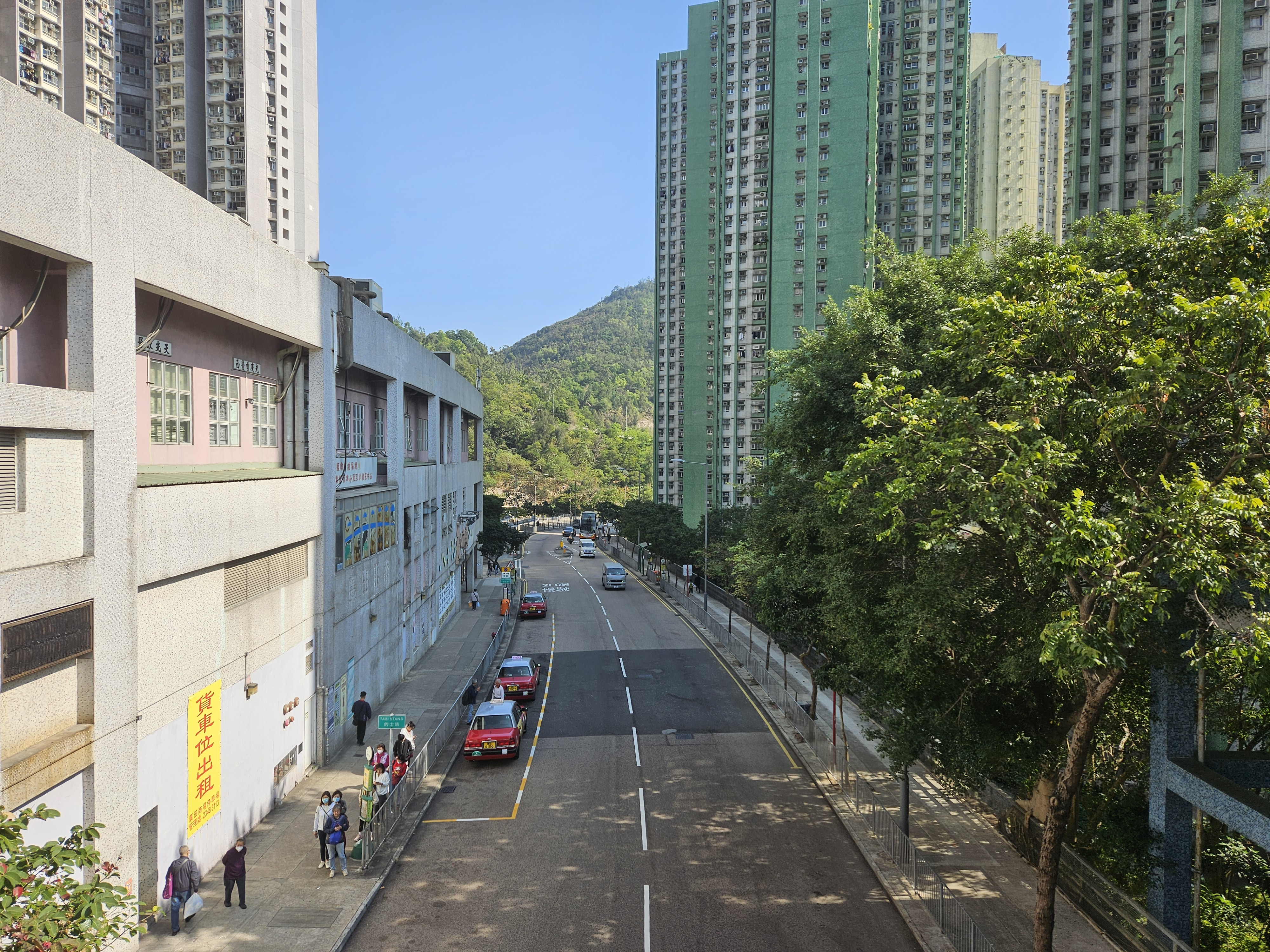
碧雲道近康栢苑段

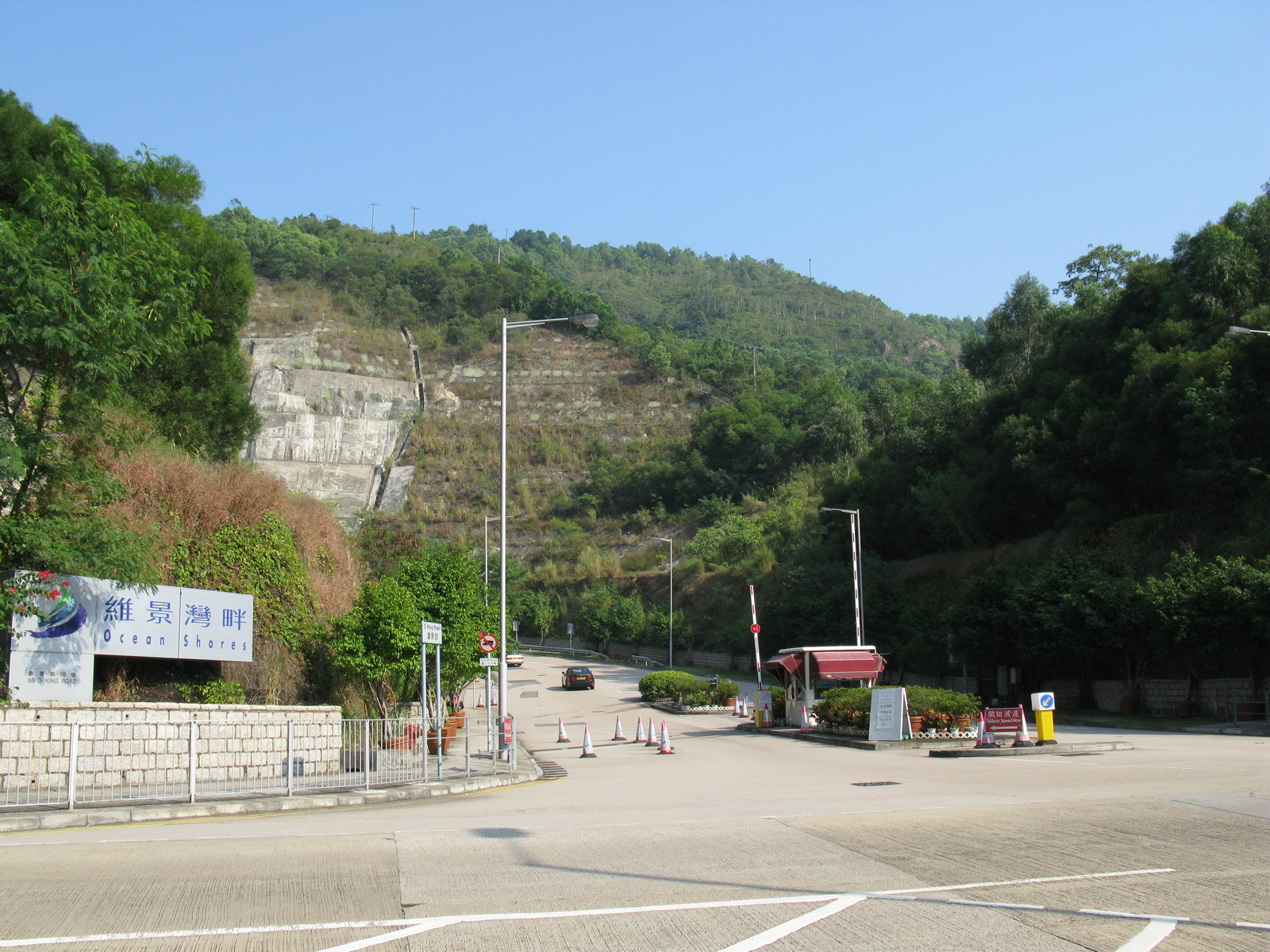
碧雲道與澳景路交界處

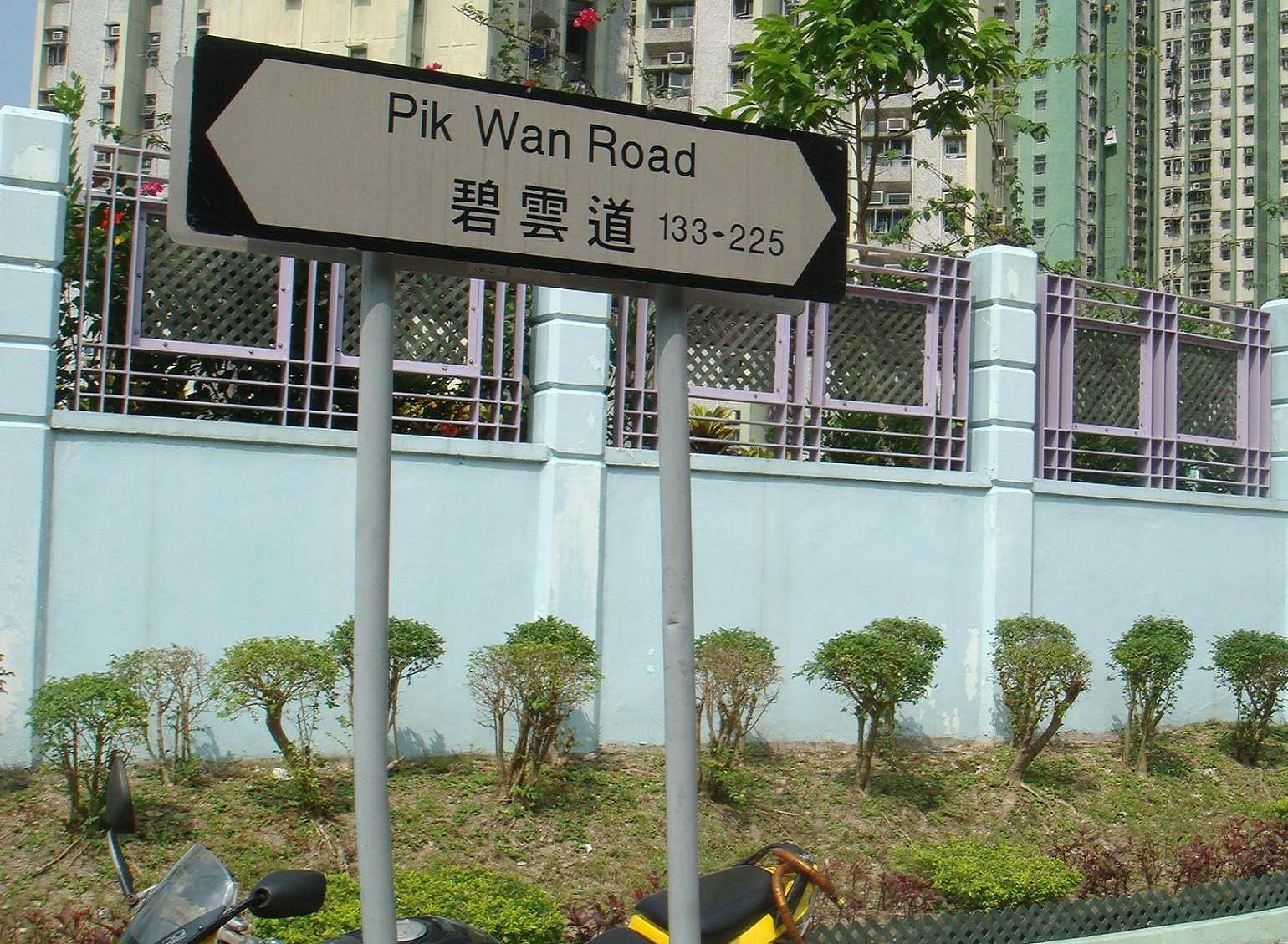
碧雲道的路牌

碧雲道（英語：Pik Wan Road）是香港九龍東觀塘區藍田的一條道路，倚靠五桂山和照鏡環山，全長1.8公里，是藍田住宅區的主幹道之一。現時高俊苑西面約200米的路段，早於1960年代隨著高超道邨落成而啟用，當時盡頭是一處山坡，仍未連接至藍田。直至1980年代，政府計劃把藍田邨擴展至五桂山以西一帶，並於擴展區域（後來分拆為德田邨及廣田邨）一帶進行爆破工程，在條件適合下，碧雲道順理成章被大幅度延長至藍田東北部，成為觀塘區山上的主幹道之一。
由於需要遷就沿線房屋發展，道路設計上不能過度迂迴，在途經兩處較深的山谷（即澳景路和藍田公園附近）以天橋形式興建，前者橋下保持原貌，後者則發展為休憩公園。另由於碧雲道依靠的兩座山的背面，是當時的調景嶺寮屋區和紹榮鋼鐵廠，為使當地交通進一步得到改善，鋼鐵廠於1987年開闢了一條新路連接至碧雲道、鄰近現今的藍田（廣田邨）巴士總站位置。隨著將軍澳新市鎮發展，該道路只能接駁到私人屋苑維景灣畔，需要興建私家路設施，與碧雲道的交界處便向南移前約200米。
座落於碧雲道的德田邨於1980年代末開始入伙，自此人口不斷增加，對公共交通的需求亦與日俱增。時至今日，駛經碧雲道的公共交通工具能夠直達香港島、九龍心臟地帶、國際機場及主要鐵路車站，深宵時份也有提供服務。

## 交匯道路
- 高超道
- 澳景路
- 連德道

## 沿線建築物
- 高曦苑（興建中）
- 廣田邨
- 康栢苑
- 康雅苑
- 康瑞苑
- 康盈苑
- 德田邨
- 藍田公園